# Otakar Jeremiáš
Otakar Jeremiáš (Písek, 17 octobre 1892 – Prague, 5 mars 1962) est un compositeur tchécoslovaque, chef d'orchestre et enseignant. Il était le fils du compositeur Bohuslav Jeremiáš et le frère du compositeur Jaroslav Jeremiáš.

## Biographie
Jeremiáš est né à Písek. Violoncelliste et pianiste accompli, il étudie au Conservatoire de Prague. Il vit à České Budějovice, dans le sud du pays, où il dirige l'école de musique locale, jusqu'en février 1929, lors de sa nomination en tant que chef d'orchestre de Orchestre symphonique de la radio de Prague.
Lorsqu'il succède à Charvat comme chef de l'orchestre de la radio en 1929, l'ensemble ne compte que 27 musiciens, mais il a réussi à augmenter sa taille à 45 membres en 1931, et en 1936, près de 70. Après d'âpres négociations et par son propre charisme, il obtient de bons salaires pour les instrumentistes.
En 1945, Jeremiáš laisse l'Orchestre de la Radio pour devenir président du Théâtre national de l'Opéra de Prague. À partir de 1949, il est président de la Fédération des compositeurs Tchécoslovaques (Svaz československých skadatelů). Il est mort à Prague.
Les points de vue de Jeremiáš au sujet de la direction d'orchestre ont été présentés dans un article paru en 1943, où il a écrit : « Mon idéal est un orchestre créatif, où les membres sont en accord avec les efforts du chef d'orchestre et collaborent de façon créative au cours de leurs exécutions ».
Son épouse, la soprano Marie Budíková, a chanté Mařenka dans un extrait de l'enregistrement de Smetana de La Fiancée vendue dirigé par son mari sur le label Esta.

### Compositeur
En tant que compositeur, Jeremiáš a été influencé par les œuvres de Bedřich Smetana, Zdeněk Fibich et Leoš Janáček.
Œuvres choisies :
- L'amour (1921)
- Zborov (1927)
- Les Frères Karamazov (1927)
- Enšpígl - opéra (terminé en 1949)
- Ouverture, Le Printemps

### Discographie
Parmi les œuvres enregistrées par Jeremiáš on trouve des extraits célèbres de La Fiancée vendue (Odéon 1929), Suk, Vers une Nouvelle Vie (Ultraphon 1932), Dvořák, 16 Danses Slaves (Ultraphon 1940), le tout avec l'Orchestre de la radio, ainsi que la Symphonie du nouveau monde enregistré au cours de la guerre (Esta). Des extraits de Libuše avec Marie Podvalová dans le rôle titre, ont été enregistrées pour Ultraphon au début des années 1940 avec l'orchestre du Théâtre national de Prague.